# Olen suomalainen
Olen suomalainen (in finlandese "Sono finlandese") è un album di studio del cantante Kari Tapio, pubblicato nel 1983 dalla Scandia. L'album divenne disco d'oro nel 1984, avendo venduto più di 30 000 copie.

## Tracce
1. Olen suomalainen (testo: Raul Reiman – musica: S. Cutugno, C. Minellono)
2. Ainut maailmassa (testo: Raul Reiman – musica: Jori Sivonen)
3. Lupasin liikaa (Kari Kuuva)
4. Delfiinipoika (testo: Sauvo Puhtila – musica: Takis Morakis)
5. Maailman yksinäisin merimies (testo: Jorma Toiviainen – musica: Jyrki Niskanen)
6. Tyttö metsässä (testo: Sauvo Puhtila – musica: Stuart Gilkyson)
7. Muistojeni Julia (testo: Jorma Toiviainen – musica: Jyrki Niskanen)
8. Niin kauan niin harhaan (testo: Aappo Piippo – musica: Kari Kuuva)
9. Tämä maa on minun (testo: Raul Reiman – musica: Jorge Massias)
10. Mennään ettei kasva jäkälää (testo: Aappo Piippo – musica: Kaj Westerlund)
11. Keskiöinen kuu (testo: Raul Reiman – musica: Wolfgang Jass)
12. Viimeinen valssi (testo: Juha Vainio – musica: Veikko Samuli)

### Versione iTunes
1. Olen suomalainen – 3:54 (testo: Raul Reiman – musica: S. Cutugno, C. Minellono)
2. Lupasin liikaa – 3:26 (Kari Kuuva)
3. Tämä maa on minun – 3:39 (testo: Raul Reiman – musica: Jorge Massias)
4. Muistojeni Julia – 3:11 (testo: Jorma Toiviainen – musica: Jyrki Niskanen)
5. Mennään ettei kasva jäkälää – 3:39 (testo: Aappo Piippo – musica: Kaj Westerlund)
6. Maailman yksinäisin merimies – 3:29 (testo: Jorma Toiviainen – musica: Jyrki Niskanen)
7. Tyttö metsässä – 3:14 (testo: Sauvo Puhtila – musica: Stuart Gilkyson)
8. Keskiöinen kuu – 4:09 (testo: Raul Reiman – musica: Wolfgang Jass)
9. Niin kauan niin harhaan – 3:23 (testo: Aappo Piippo – musica: Kari Kuuva)
10. Delfiinipoika – 3:17 (testo: Sauvo Puhtila – musica: Takis Morakis)
11. Ainut maailmassa – 3:47 (testo: Raul Reiman – musica: Jori Sivonen)
12. Viimeinen valssi – 3:15 (testo: Juha Vainio – musica: Veikko Samuli)